# Яворув (Лодзинське воєводство)
Яворув (пол. Jaworów) — село в Польщі, у гміні Ґрабув Ленчицького повіту Лодзинського воєводства.
Населення — 88 осіб (2011).
У 1975-1998 роках село належало до Конінського воєводства.

## Демографія
Демографічна структура станом на 31 березня 2011 року:
|          | Загалом | Допрацездатний вік | Працездатний вік | Постпрацездатний вік |
| -------- | ------- | ------------------ | ---------------- | -------------------- |
| Чоловіки | 46      | 9                  | 31               | 6                    |
| Жінки    | 42      | 10                 | 21               | 11                   |
| Разом    | 88      | 19                 | 52               | 17                   |